# Louis de Farcy
Pour les autres membres de la famille, voir famille de Farcy.
Louis de Farcy, né le 27 novembre 1841 à Château-Gontier, mort en mai 1921 à Angers, est un historien français, commandeur de l'Ordre de Saint-Grégoire-le-Grand en mars 1879.

## Biographie
Frère de Paul de Farcy, il appartient à la Famille de Farcy. Son père, homme cultivé qui aimait les lettres et les arts et collectionnait les livres et les tableaux donna à son fils le goût de l'histoire et de l'archéologie. Après avoir commencé des études au collège de Château-Gontier, il les poursuivit au collège des jésuites de Vannes. Bachelier ès lettres et ès Sciences à 16 ans, il partit pour Paris où il fit son droit, fréquentant les musées, les boutiques de bouquinistes, commençant ses collections. Après avoir obtenu la licence en droit, il visita la Rhénanie, puis rejoignit sa famille à Château-Gontier.

## Famille
Son mariage le 4 octobre 1865 avec Alix-Marie Boguais de La Boissière le fixa en Anjou. Il perdit bientôt sa femme, et après la guerre de 1870, épousa Gabrielle-Armande-Marie de Cacqueray. Il partagea désormais son temps entre son château de la Plesse en Avrillé et sa maison d'Angers, tout d'abord sur le Parvis Saint-Maurice, et ensuite dans l'hôtel du XVIIIe siècle, rue du Canal.
Il se consacra à l'éducation de ses enfants, et surtout à l'art et à l'archéologie. Un de ses fils est Maurice de Farcy.

## Publications
- La broderie du XIe siècle à nos jours. 1890. Ouvrage monumental complété en 1919 de deux suppléments considérables.
- Nombreuses notes sur les tapisseries du trésor de la Cathédrale d'Angers
- Etude sur le palais épiscopal d'Angers avec le chanoine Pinier, in Revue de l'Anjou
- Monographie de la Cathédrale d'Angers. Trois volumes : 1. le mobilier (1901); les immeubles par destination (1905), les immeubles (1910). Un 4e volume consacré aux évêques, aux chapitres, aux institutions diverses et aux cérémonies fut publiée par les soins et avec la collaboration du chanoine Houbedine en 1946.
- Une centaine de notices dans les Mémoires de la Société d'agriculture, sciences et arts d'Angers.